# 北京南站
北京南站位于中华人民共和国北京市丰台区与东城区交界处，南二环外，是北京铁路枢纽规划中“四主三辅”七大客运站中的主要客运站之一，也是京沪高速铁路和京津城际铁路的始发站。北京南站原名永定门站，旧称马家堡站:1，1957年至1958年扩建为辅助客运站，2006年至2008年拆除重建。现在的北京南站总建筑面积30.94万平方米，为涵盖国铁、地铁、公交等多种交通方式的大型现代化交通枢纽。北京南站国铁2011年全年发送旅客1909万人。目前北京南站的等级为特等站。

## 历史

### 津芦铁路马家堡站

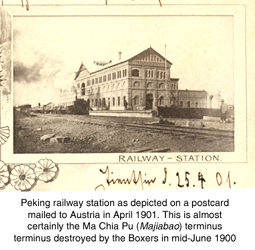
被义和团焚毁前的马家堡站

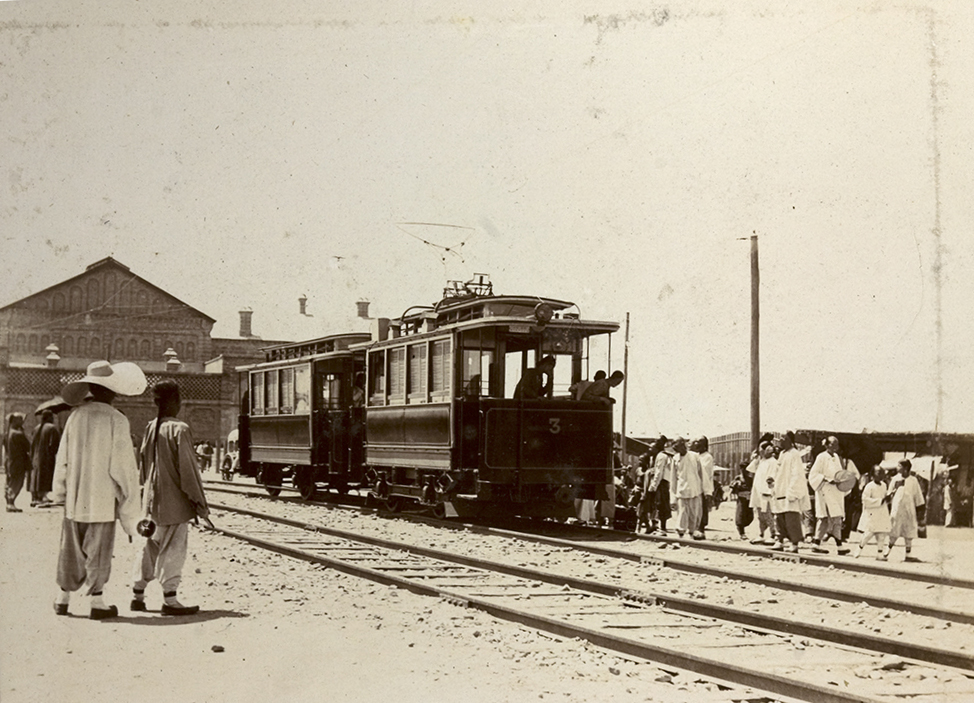
永定门至马家堡有轨电车（1900年）

马家堡站是北京历史上首个铁路终点站，属清政府国有，始建时为津芦铁路北京方面终点，至正阳门东站建成前，一直是北京最重要的铁路车站。光绪二十一年七月（1895年），刘坤一提议修建天津至芦沟桥铁路。同年十月二十日，清廷颁布上谕，派胡燏棻筹办津京间铁路。津芦铁路终点为芦沟桥，这是因怕铁路经过清东陵破坏风水。为避开南苑，津芦铁路线西移到黄村及丰台，并从丰台展支线到芦沟桥。
洋务派提议建津芦铁路的目的是使铁路进京城，所以他们采取了逐步向京城靠近的办法。光绪二十二年十月十五日（1896年），胡燏棻奏：“……嗣复饬洋工程司金达重赴看丹详细履勘，据称该处地方虽属孔道，然离京城尚有十余里，不特货物上下尚需转运，饬行旅往来亦多不便，……初拟接至右安门外为止，嗣因该处地势低洼，……饬往迤东一带，逐段详察续勘得永定门外马家堡地方最为适中之地……倘于是处设立车站，客货起卸均称便捷”。胡燏棻的奏折很快获得清廷批复，同意将马家堡作为津芦铁路北京方面终点。
光绪二十三年农历五月（1897年），马家堡站开工建设。马家堡站站址位于今马家堡村马草河以北，马家堡路与马家堡东路之间，北距南三环路约50米。马家堡站总占地面积不小于1500平方米。站房为英式风格建筑，坐北朝南，约有三层楼高。《申报》称马家堡站“屋顶皆用铅皮盖就，不需片瓦寸砖”。车站站场位于站房南侧。月台长近90米、宽约11米、面积约1000平方米。马家堡站遗址现存一个“洋灰台”被压在北京市小型动力机械厂宿舍区平房下面，该“洋灰台”即马家堡站地基，平面为3个长方形纵向相连，略像一个“凸”字。
马家堡站建成后，周边新出现许多茶棚、旅店、缸店、澡堂、落子馆等，其中王记茶棚、福是楼（音）在北京城南近郊都有名，福是楼已具备现代百货业特点。马家堡站周边还新建了一批大型栈房，供商人存货，同时搬运工人成立了“脚行”。
1898年，为便于乘客乘车，英国人在车站以北一里的凉水河上建了座水泥桥，取代了原先的土桥。因此桥是洋人用洋水泥建造，故当地民众俗称为“洋桥”。如今此桥早已无存，但“洋桥”作为地名沿用至今。
马家堡站建成后，周边地区商业和交通获得发展，德国西门子公司于1899年承建了永定门至马家堡的一条长约7.5公里的有轨电车线路，使该地区更加繁荣。

### 义和团运动和新永定门站

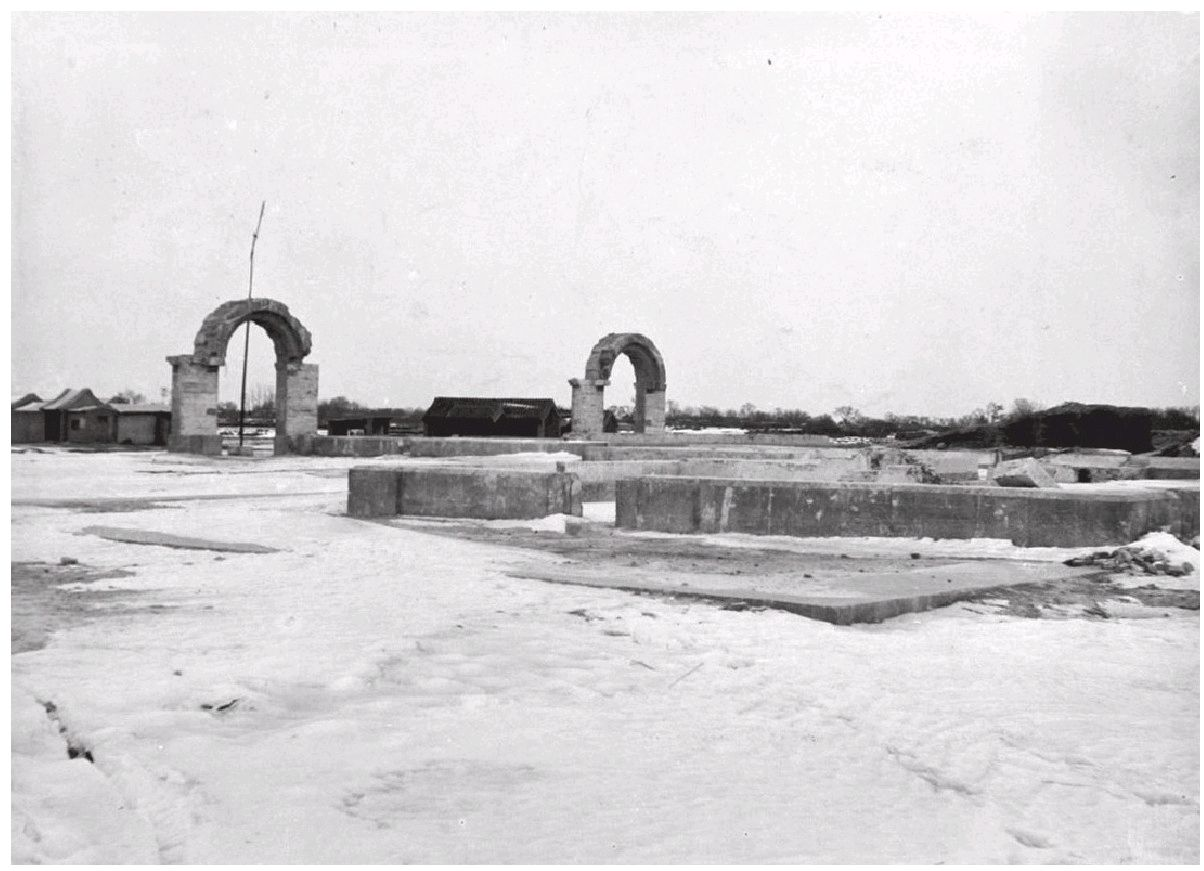
义和团运动中被砸毁的马家堡站

光绪二十六年四、五月间（1900年），义和团运动在直隶省等省迅速发展，并逼近京城。至五月间，义和团沿芦保线、津芦线铁路进军北京，“烧铁道，断电线”。清廷派聂士成率武卫前军弹压铁路沿线的义和团；荣禄急派“武卫中军孙万林带所部五营驰赴丰台；王总兵明福带所部马步三营驰赴马家堡一带堵御、弹压，相机办理”。但清军未能阻止义和团破坏津芦铁路。光绪二十六年五月十六日（1900年6月12日），马家堡站被义和团焚毁。经过几天焚烧，马家堡站建筑及设备全部被毁，当地人称“火烧洋楼台”事件。马家堡站被义和团烧毁、铁路被义和团破坏后，马家堡站设备及路枕路轨多由当地居民拆毁、藏匿。德国西门子公司1899年承建的那条有轨电车线路也同时遭到义和团拆毁，有轨电车被砸烂，电线杆、轨道被拆除。
光绪二十六年七、八月间（1900年）， 八国联军攻战天津、北京，列强各国争相抢占丰台至马家堡段。英国以该铁路是用英国资本在英国人监督下修建为由，派金达率人到处搜集铁路设备并铺设铁轨。1900年9月20日，英军将军嘎仕礼致哈密尔顿勋爵的电报中称，“我们已于8月30日占领丰台铁路交叉点。后来，通过同附近居民的友好协商，我们顺利地搜集了铁路设备，并开始铺设铁轨。”但是，英军并未修复马家堡站原建筑。英国人还利用津芦复线的钢轨，将铁路从马家堡经永定门外，跨南护城河、破北京外城城墙进入城内，将铁路展修到天坛坛根。清廷认为铁路修到天坛坛根有损国家尊严，经商议，1901年英国人将永定门至天坛的铁路拆除，改从永定门接至正阳门东站。至此，关内外铁路北京方面的终点遂由马家堡站改为正阳门东站。
此后因铁路改线，津芦铁路不再经过右安门外马家堡站。新铁路线于1901年11月铺轨通车，新马家堡站设在永外大街西侧:249，右安门外马家堡站约在1902年撤销。1902年农历5月，清政府改马家堡站为永定门站:5。

### 北京城南辅助客站

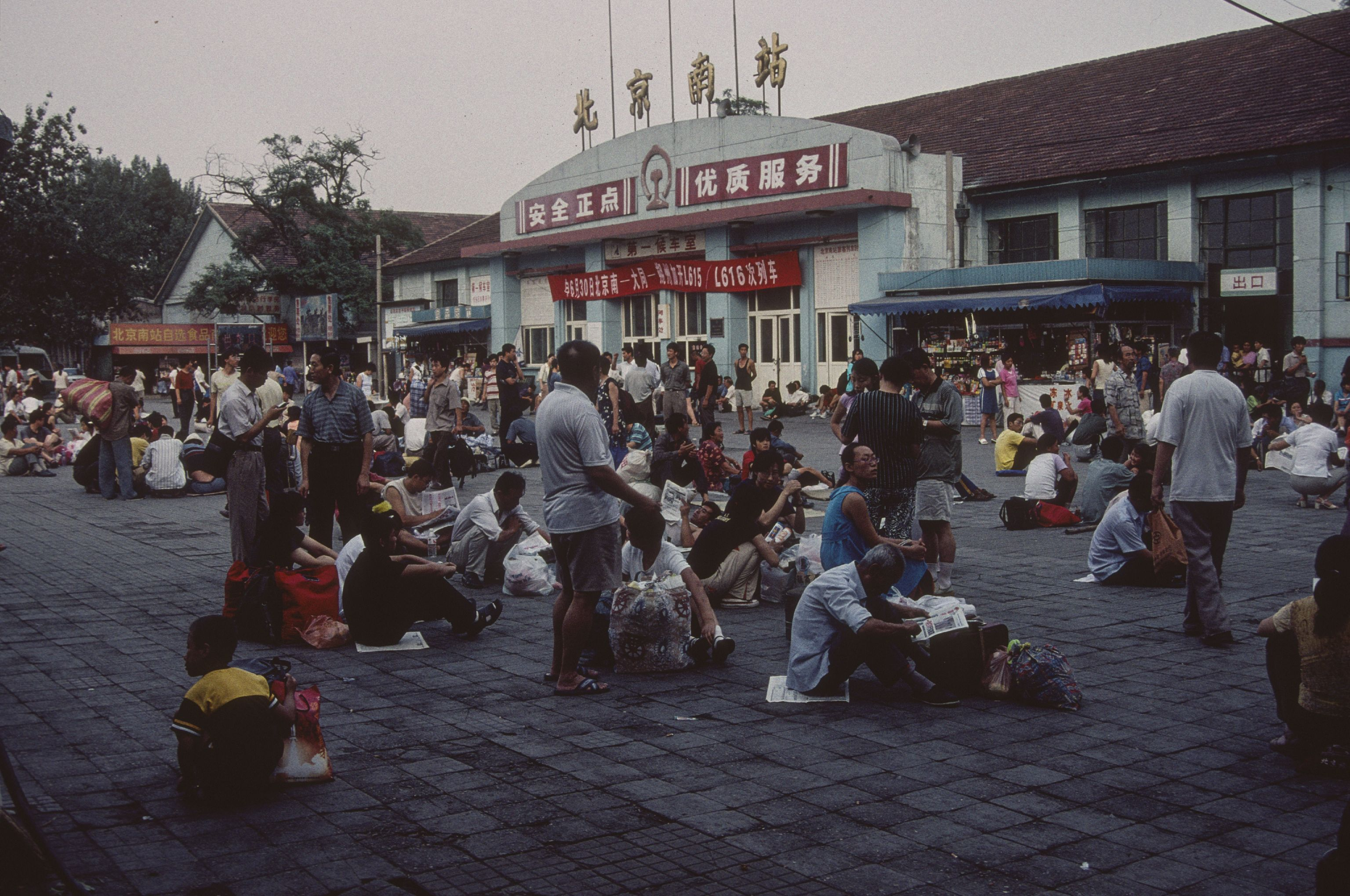
2002年的北京南站

新线开通后，永定门站只是津卢铁路由马家堡站延长至正阳门段的一个小站，后来扩建为中间站并且开始办理客运业务。1916年12月，永定门站被定为三等站:6。
抗日战争期间，日本控制的华北交通将南苑支线接入永定门站并修建货场，使得永定门站升级为北京城南的铁路客货运中心。
1949年以后，北京站（正阳门东站）的客运压力增大，因此在1956年对永定门客运站进行了设计，在原永定门站西侧出岔设置客运站场，再转向南接入京山铁路，设马家堡线路所。客站设有2条正线、4条到发线，一层砖木结构站房8131平方米。1957年6月开工，1958年6月竣工。新永定门站位于原永定门站以西一公里处的彭庄村。1958年新永定门站投入使用。1959年原永定门站被拆除。新永定门站当时按照临时客站设计，设计使用年限仅为10年，但是实际上到2005年才停止使用，前后总共使用了48年。
永定门站建成后为北京站的辅助客站，分担绝大多数的慢车客流。1985年增建了天桥，扩建了售票厅和行包房，1986年增建了1987平方米的临时候车室。永定门站至丰台站间的二线是1953年所建，后来在1971年建三线，1986年建四线。1988年1月1日起永定门站改称北京南站:6。

### 引入高速铁路

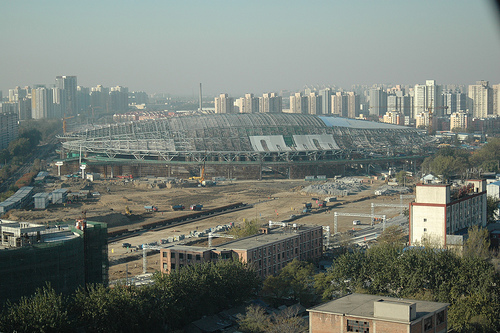
建设中的北京南站（2007年）

作为计划中京津城际铁路和京沪高速铁路在北京的终点站，原北京南站于2006年5月9日后停止运营进行改造，当晚最后一班由老南站开出的列车是天津至乌海西的2141次列车。2008年8月1日，新北京南站随京津城际铁路一同开通，开行京津城际列车。新北京南站位于原北京南站西南约500米处。同时部分原由北京站始发的京沪既有线动车亦改由北京南站普速场始发。2009年11月1日，又有部分北京站始发的京沪既有线动车改由北京南站普速场始发终到，其中包括往南京、苏州、上海、杭州方向的动卧列车。
2011年7月1日京沪高铁开通，接入北京南站，此后北京南站成为高速铁路和城际铁路专用的客运站。
2020年，原北京南站地区管理委员会撤销，站区管理服务工作改由北京市重点站区管理委员会北京南站站区管理办公室负责。

## 结构
2008年启用的北京南站工程包括站房、地下汽车库、高架道路、构成屋面的站台雨棚和位于站房南北两侧的独立综合楼，占地面积49.92万平方米，总建筑面积30.94万平方米，其中站房主体建筑面积25.2万平方米，雨棚投影面积7.1万平方米。车站设有13个站台24条股道，承担京津城际铁路、京沪高速铁路和部分京沪线普速铁路的始发终到任务。同时，将北京地铁4号线、14号线、地面公交等多种交通方式直接引入车站，方便乘客换乘。

### 外观
北京南站受到铁路线路的制约，车站的走向与北京传统的棋盘格局并不平行，而是有一个42°的夹角。由于北京南站建筑体量很大，设计中采用了椭圆形的形态以避免车站建筑和棋盘格局的冲突。车站的设计理念来自于天坛祈年殿，建筑师在屋顶中设置了三个层次，中间是站房，东西两边则是对称的弧形雨棚，雨棚又各分为两层，这样一来就组成了三层屋顶，从中间到两边逐级降低，与祈年殿的三层屋顶类似，又和扇贝的形状相仿。

### 功能分布
北京南站主体共有5层，地上2层，地下3层，站台位于地面层。旅客主要通过高架层候车进站，地下一层也对京沪高铁、京津城际车次开放快速进站口。来自地下一层、地面进站口的旅客通过位于站房南北两端的公共空间进入高架层候车进站；而高架层东西两侧也有进站口，这两个进站口与站房外侧的高架道路相通。出站的旅客则从地下一层出站（称作“上进下出”），奇数到达口在站场北侧，偶数到达口在站场南侧，在地下一层换乘大厅选择乘坐地铁、地面公交或者出租车。地下一层的换乘大厅中心为地铁付费区，换乘大厅东西两侧为出租车待客区，再向两侧则有夹层（地下一层标高-11.500m，夹层标高-7.800m，地面层为0.000m）用于停放社会车辆。地下一层南北两侧设有公交站，地下二层为地铁4号线，地下三层为地铁14号线。关于公交和地铁的详细信息请见“交通枢纽”一节。
高架层为椭圆形（与包括雨棚的建筑整体相反，站房的椭圆长轴为南北向），长轴约350米，短轴约195米，南北两端为上下贯通的进站厅，在站房屋顶中间轴线处设置天窗以获得自然采光。雨棚上方也大规模设置天窗。在地下层的墙面采用了一面红墙，对面是商业设施的白色墙面，突出对比效果。
在高架层和地下一层设计有8个人工售票处和76台自动售票机。
- 地面进站口（2016年6月）
- 北京南站高架层候车东侧进站口
- 第三售票处（2015年8月）
- 候车大厅（2023年）
- 检票口（2015年）
- 站台出口（2014年）
- 7号到达口（京沪高速场西侧）（2020年9月）
- 4号快速进站厅（京津城际场）（2023年6月）

### 站线布置

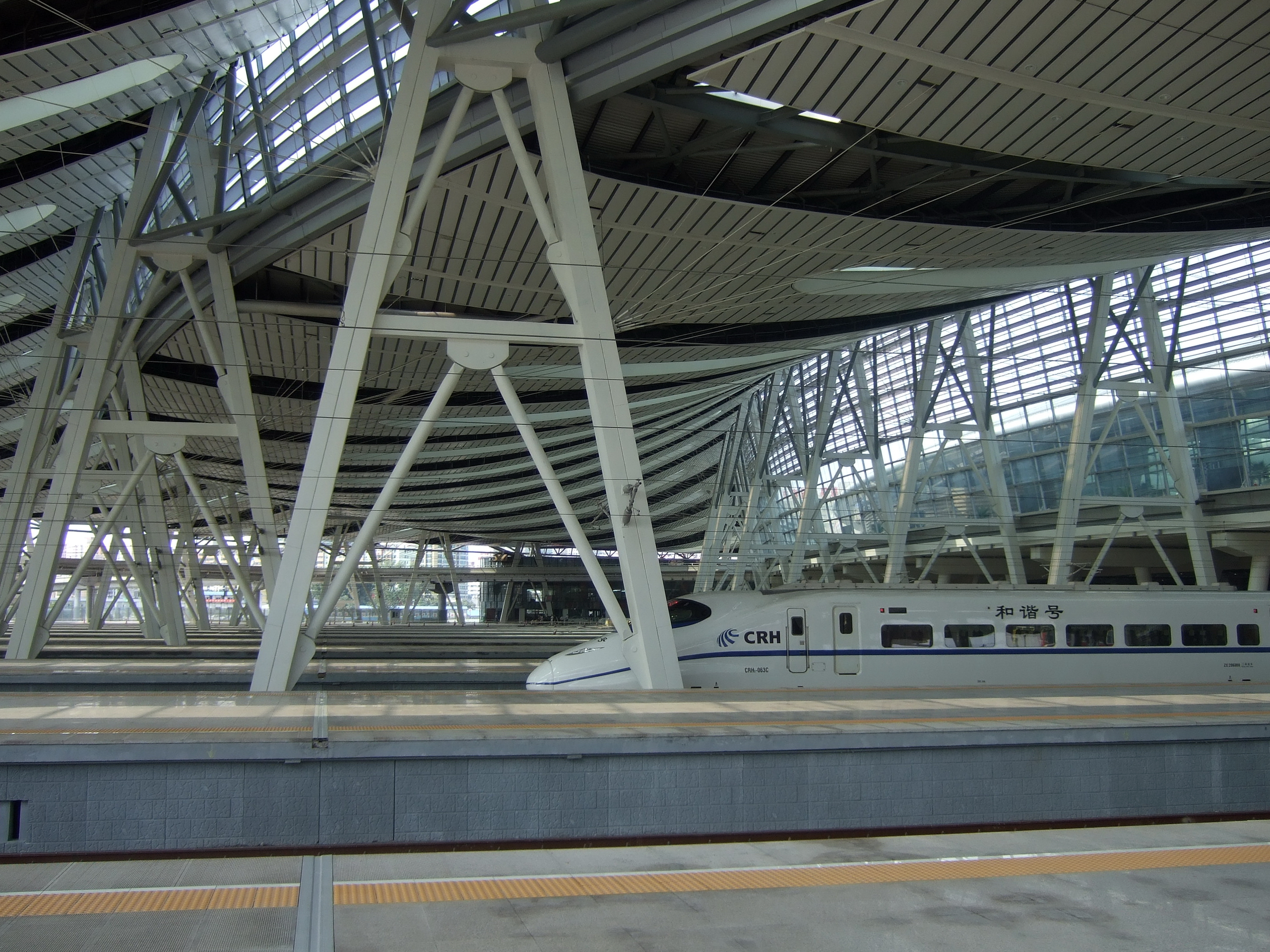
北京南站站台，支撑钢结构雨篷的Ａ形塔架

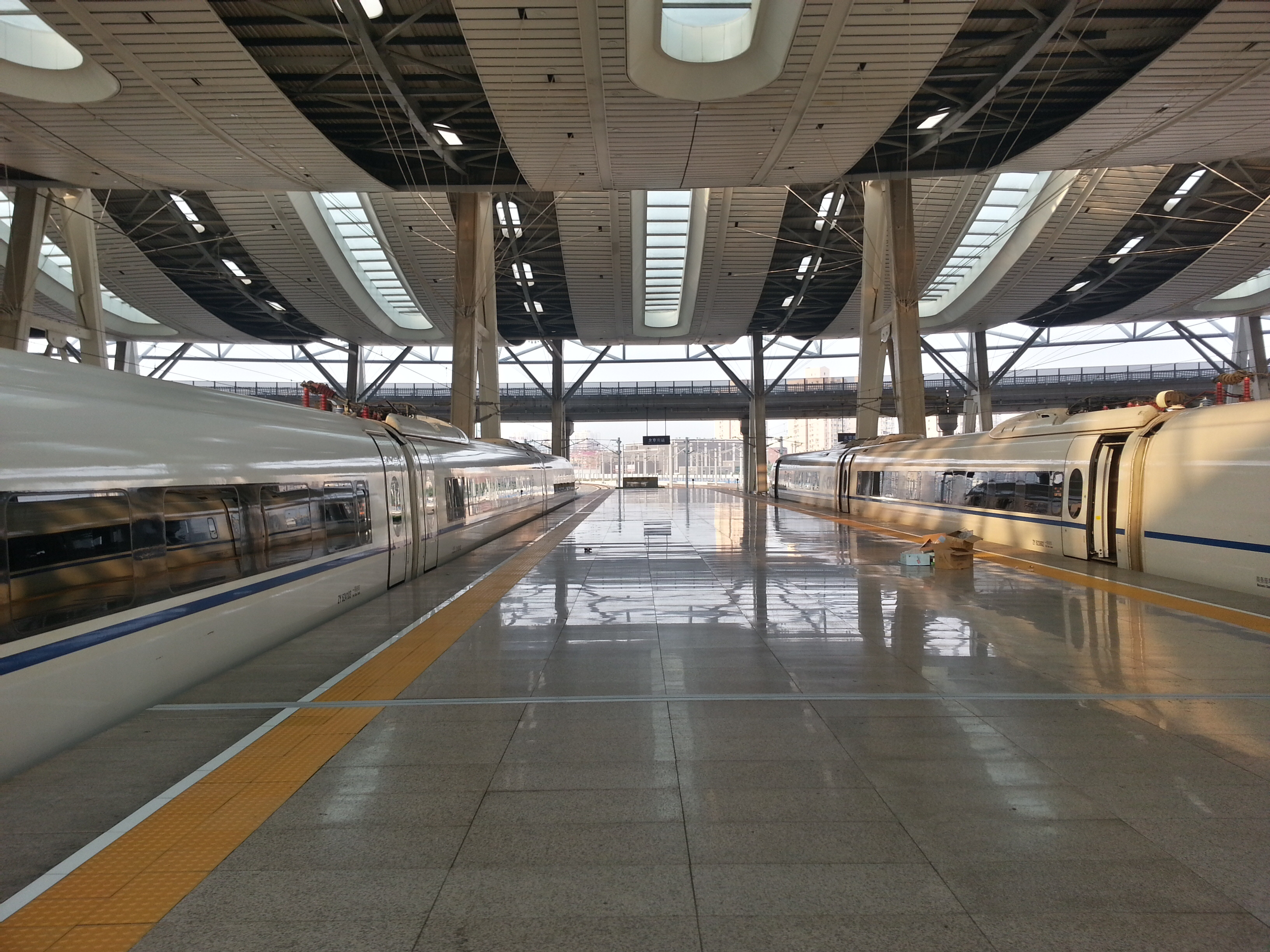
北京南站站台（2013年9月）

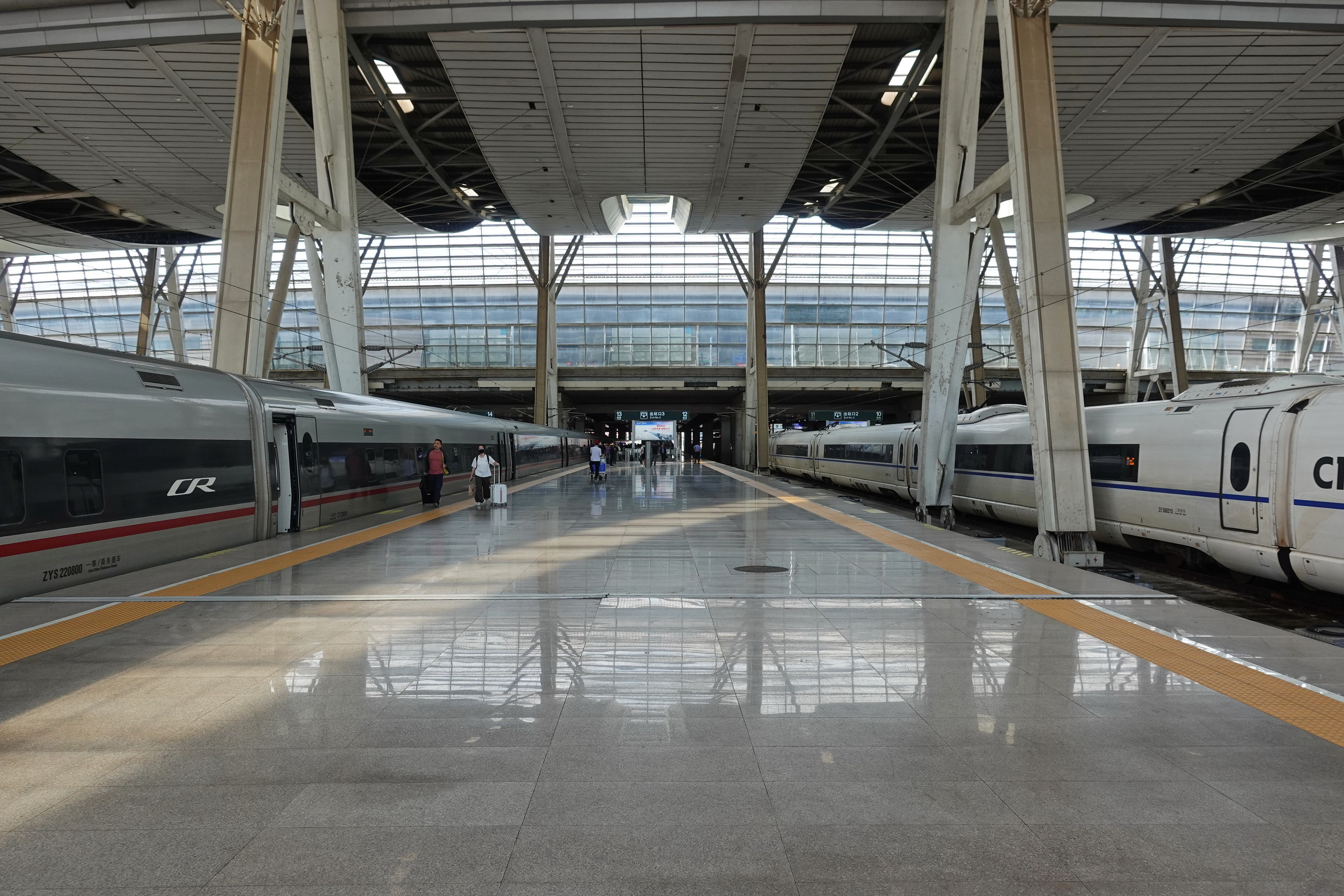
北京南站12-13号站台

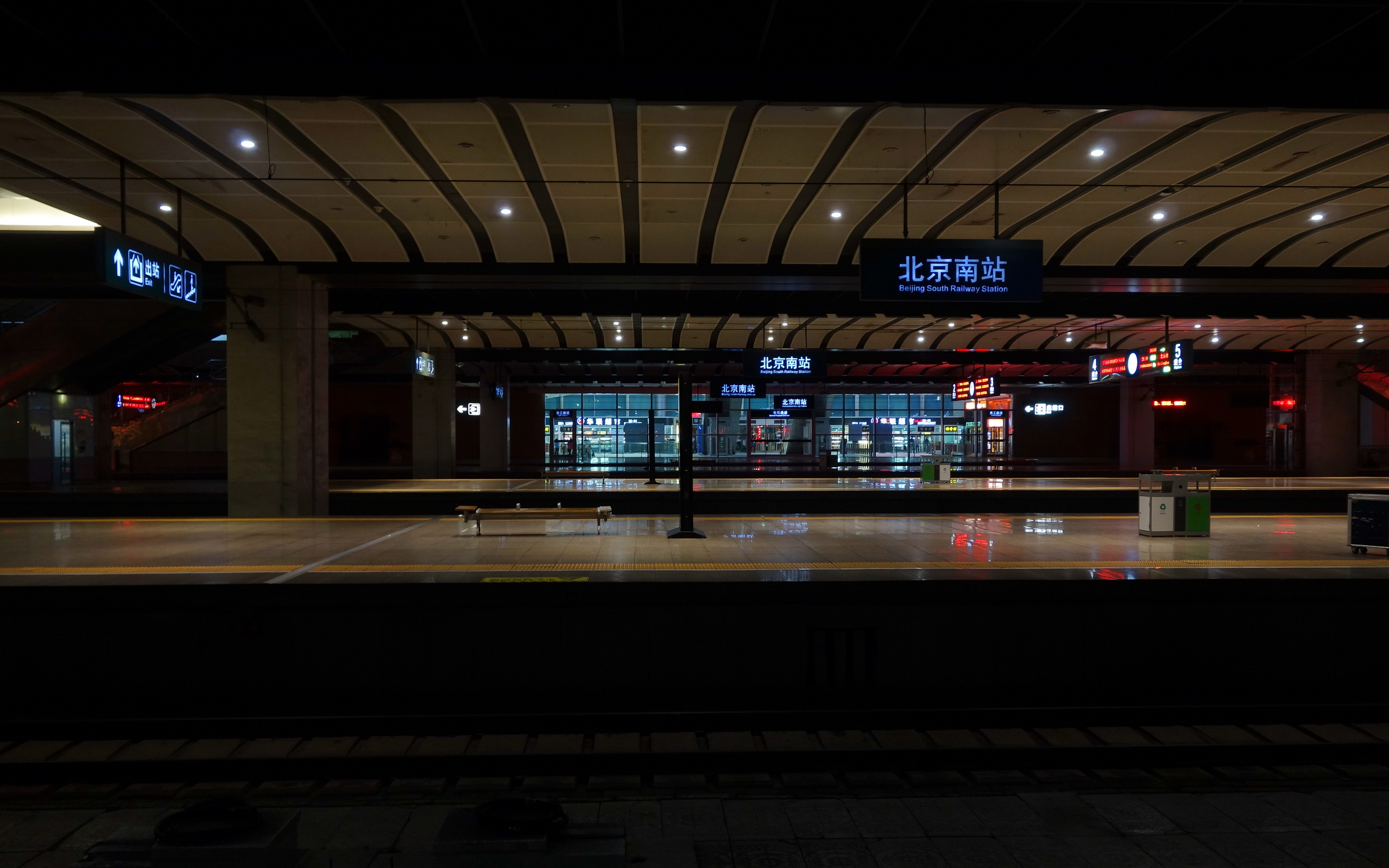
北京南站站台（2015年10月）

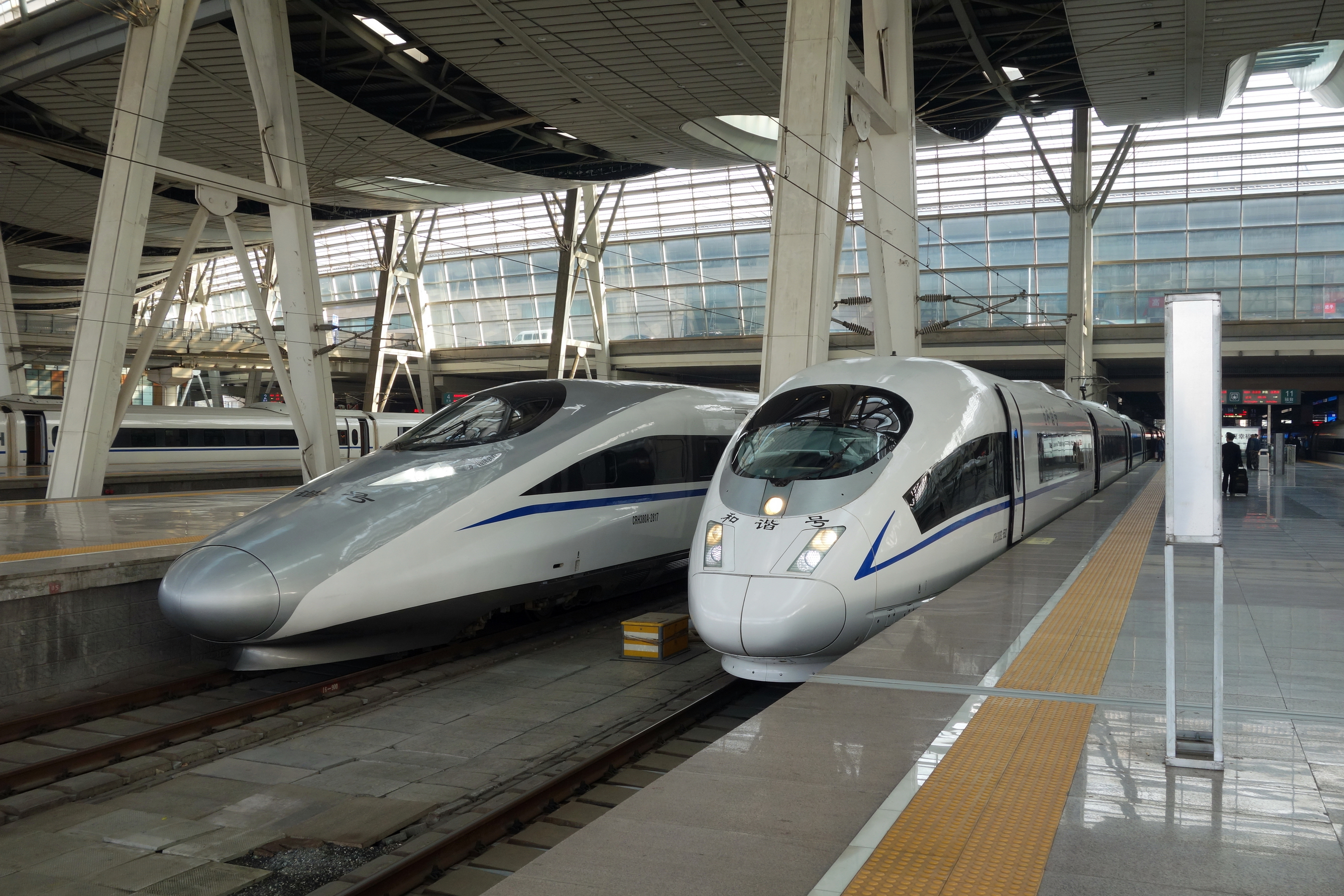
CRH380A/CRH380BL在北京南站站台（2017年10月）

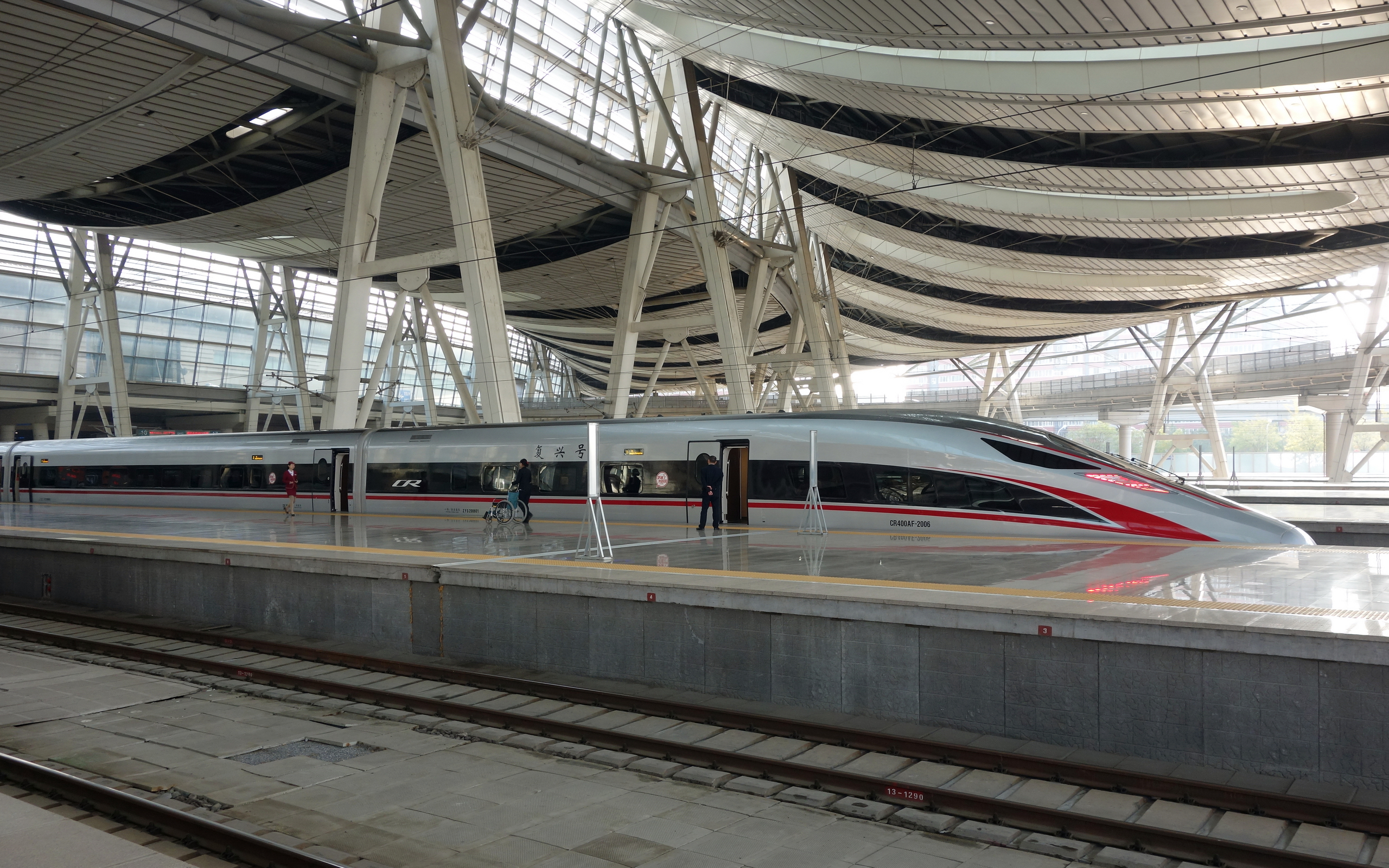
CR400AF-2006停在北京南站

北京南站设有13座站台、24股铁轨（13台24线），由北向南依次是普速场（3台5线，站台编号1—5）、京沪高速场（6台12线，站台编号6—17）和京津城际场（4台7线，站台编号18—24），股道由南向北按1-24的顺序编号。
| 西北                                 |          |          |
| 1号站台                              |          |          |
| 到发线（24道）（以下为普通场）       |          |          |
| 到发线（23道）                       |          |          |
| 2号站台 3号站台                      |          |          |
| 京沪铁路上行正线（XXII道，北京方向） |          |          |
| 京沪铁路下行正线（XXI道，上海方向）  |          |          |
| 4号站台 5号站台                      |          |          |
| 到发线（20道）（以上为普通场）       |          |          |
| 到发线（19道）（以下为京沪高速场）   |          |          |
| 6号站台 7号站台                      |          |          |
| 到发线（18道）                       |          |          |
| 到发线（17道）                       |          |          |
| 8号站台 9号站台                      |          |          |
| 到发线（16道）                       |          |          |
| 到发线（15道）                       |          |          |
| 10号站台 11号站台                    |          |          |
| 到发线（14道）                       |          |          |
| 到发线（13道）                       |          |          |
| 12号站台 13号站台                    |          |          |
| 到发线（12道）                       |          |          |
| 到发线（11道）                       |          |          |
| 14号站台 15号站台                    |          |          |
| 到发线（10道）                       |          |          |
| 到发线（9道）                        |          |          |
| 16号站台 17号站台                    |          |          |
| 到发线（8道）（以上为京沪高速场）    |          |          |
| 到发线（7道）（以下为京津城际场）    |          |          |
| 18号站台 19号站台                    |          |          |
| 到发线（6道）                        |          |          |
| 到发线（5道）                        |          |          |
| 20号站台 21号站台                    |          |          |
| 到发线（4道）                        |          |          |
| 到发线（3道）                        |          |          |
| 22号站台 23号站台                    |          |          |
| 到发线（2道）                        |          |          |
| 到发线（1道）（以上为京津城际场）    |          |          |
| 东南                                 | 24号站台 | 24号站台 |

## 始发旅客列车目的地
截至2021年1月，每天有400多班列车在北京南站始发终到。北京南站始发终到的列车多以在京沪高铁运行的京沪高速动车组列车和京津城铁及延伸线运行的本线城际动车组列车（C字头列车）为主，还有经京沪高速铁路运行的跨线G字头列车。
北京南站普速场原开行往京沪线方向的动车组列车，2010年7月京沪高速铁路通车后大部分取消。为补充京沪夜间客流，北京南站自2011年8月起恢复开行经京沪既有线往上海方向的卧铺动车组列车。2019年后改由CR200J担当。此外，北京南普速场还有往保定方向的普通动车组列车（经津保铁路）。
2021年6月25日调图后，北京南至东北地区的11对高铁列车停运，改经由运行，始发变更至北京朝阳站，北京南站往东北方向的列车仅保留去往大连的3对，同年10月11日调图后有2对调整至沈阳北，另外1对停运。
| 列车所属路局 | 目的地 |
| ------------ | --- |
| 北京局集团   | 保定、滨海、沧州西、德州东、福州、杭州东、合肥南、菏泽东、济南东、景德镇北、廊坊、临沂北、宁波、平潭、千岛湖、秦皇岛、青岛、青岛北、厦门北、上海、上海虹桥、嵊州新昌、唐山、天津、天津西、威海、无锡、芜湖、盐城、扬州、张家港 |
| 济南局集团   | 菏泽东、济南西、聊城西、南昌西、青岛、青岛北、荣成、上海虹桥、威海、烟台 |
| 南昌局集团   | 福州、濮阳东、商丘、厦门北 |
| 上海局集团   | 保定、苍南、杭州、杭州东、合肥南、菏泽东、横店、淮北、黄山北、嘉兴南、江山、连云港、六安、南京南、南通、宁波、宁海、上海、上海虹桥、台州西、太湖南、泰州、温州南、盐城、永康南                                                 |

## 管辖范围
北京南站曾是北京站下属的站管站，2011年11月升格为北京铁路局直属车站。
2020年10月，京沪高铁廊坊站、天津南站、沧州西站、德州东站整建制由原天津西站划归北京南站管理。
2025年6月，京沪高速铁路沧州西站、德州东站移交沧州车务段管辖

## 接驳交通

### 公交
北京南站设计有南北两个公交场站。北广场公交场站位于北广场地下；北广场共分为上下三层，最底层和车站主体地下一层出站口相连，中间层设置公交场站，旅客由通过扶梯直接进入公交站台。中间层两侧为绿化区，呈阶梯状上升的趋势，最终到达地面的高度。南广场受到用地限制，进出站口仅设置上下车站台，而场站设置于车站东侧。北广场公交场站于2009年9月开通，而此前北京南站接驳公交车几乎完全由南广场场站承担。车站东边还设有永定门长途汽车站。
- 在北京南站南广场上客的特5路（2008年9月）（已于2017年撤销）
- 在北京南站南广场折返的652路（2016年5月）

| 编号 | 编号      | 线路           | 线路   | 线路         | 收费   | 运营商 | 备注         |
| ---- | --------- | -------------- | ------ | ------------ | ------ | ------ | ------------ |
|      | 20        | 北京南站       | ⇆      | 北京站东     | 2元    | 电客   | 合并原专2    |
|      | 106       | 翠林小区       | ⇆      | 东直门枢纽站 | 2–3元  | 电客   | 无轨电车线路 |
|      | 133       | 晓月苑小区     | ⇆      | 北京南站     | 2–4元  | 客三   | 原2代715西段 |
|      | 458       | 南宫迎宾路南站 | ⇆      | 永定门汽车站 | 2–6元  | 客三   | 原739        |
|      | 通游专线3 | 已停办         | 已停办 | 已停办       | 已停办 | 已停办 | 已停办       |
|      | 通游专线4 | 已停办         | 已停办 | 已停办       | 已停办 | 已停办 | 已停办       |
|      | 夜17      | 北京南站       | ⇆      | 北京站东     | 2元    | 电客   | 原 203       |

| 编号 | 编号      | 线路           | 线路   | 线路         | 收费   | 运营商 | 备注        |
| ---- | --------- | -------------- | ------ | ------------ | ------ | ------ | ----------- |
|      | 200       | 永定门汽车站   | ↻      | 永定门汽车站 | 2–7元  | 电客   | 原特12      |
| ↺    | 200       | 永定门汽车站   |        | 永定门汽车站 | 2–7元  | 电客   | 原特12      |
|      | 381       | 西红门公交场站 | ⇆      | 永定门汽车站 | 2–5元  | 客三   |             |
|      | 485       | 振亚庄         | ⇆      | 北京南站     | 2–5元  | 客三   | 拆分自原724 |
|      | 通游专线3 | 已停办         | 已停办 | 已停办       | 已停办 | 已停办 | 已停办      |

| 编号 | 编号      | 线路               | 线路   | 线路             | 收费   | 运营商 | 备注   |
| ---- | --------- | ------------------ | ------ | ---------------- | ------ | ------ | ------ |
|      | 343       | 地铁新宫站         | ⇆      | 北京南站南广场   | 2–3元  | 客三   |        |
|      | 414       | 北京南站南广场     | ⇆      | 地铁海淀五路居站 | 2–4元  | 电客   |        |
|      | 529       | 翠海明苑           | ⇆      | 北京南站南广场   | 2–3元  | 客三   |        |
|      | 652       | 开发区交通服务中心 | ⇆      | 北京南站南广场   | 2–5元  | 客三   |        |
|      | 665       | 鹿海园公交场站     | ⇆      | 北京南站南广场   | 2–6元  | 客三   | 原732  |
|      | 专18      | 北京南站南广场     | ↻      | 西罗园路南口     | 2元    | 客三   |        |
|      | 专53      | 北京南站南广场     | ↻      | 北京南站南广场   | 2元    | 电客   |        |
|      | 通游专线4 | 已停办             | 已停办 | 已停办           | 已停办 | 已停办 | 已停办 |
|      | 夜15      | 北京西站南广场     | ⇆      | 北京南站南广场   | 2–3元  | 电客   |        |
|      | 夜24      | 和平东桥南         | ⇆      | 北京南站南广场   | 2–5元  | 电客   |        |

（永定门汽车站线路详见有关条目）

### 地铁
北京南站地铁站建设时引入了周边的两条地铁线路，分别是南北向的4号线和东西向的14号线。4号线于2009年9月28日开通，使得北京南站成为内地首个与地铁“零距离”换乘的火车站；而14号线经过北京南站的区段于2015年12月26日开通。两线全部建成之后预计地铁将分流北京南站50%的客流。

## 批评

### 商铺挤占候车空间
北京南站存在着候车室拥挤的问题，主要原因是不断增长的商铺挤占了原来的候车空间，截至2015年9月，北京南站的商铺已经达到87家；候车座椅数量则由2008年开通时的5000余个，于2015年逐渐减少至1600个（包括商铺口的休息长椅）左右，而北京南站平均每小时的旅客聚集人数却有5809人次。因此许多旅客批评北京南站“拥挤”、“没地儿坐”、“商业氛围太浓”，而北京南站也被网友戏称为“商场南站”。有鉴于此，北京南站增加了部分候车座椅，并计划调整部分影响旅客候车的商铺位置。目前候车室中部的商户已全部腾退，并在此处安装了候车座椅。
- 2008年8月2日的北京南站候车厅，可见当时站内候车空间占比较大
- 2015年10月25日的北京南站候车厅，可见增长的商铺数量不断挤占了原先的候车空间
- 站内1号检票口旁的吉野家

### 夜间交通接驳困难
2018年7月底，有媒体报道称北京南站附近存在交通乱象。每天子夜时分，由于此时大部分的公共交通末班车均已结束，乘客难以离开北京南站。且站外交通较为混乱，其中不乏黑车甚至是违规运营出租车横行堵塞交通，导致车站附近的幸福路造成严重拥堵。事实上，早在2012年，中国中央电视台曾曝光北京南站周边黑车宰客的问题，至今仍未有改观。由于一旅客在2018年4月指出北京南站存在等待席位偏少、进出站特别长、停车场比较“闷”、出租车接驳难等问题，北京南站也被网友戏称为“北京难站”。对此北京市相关部门回应称，北京南站将增加车站附近的夜间出租运力，增开夜间公交线路、加大违法打击力度，并对车站周边道路实施长时间、多点位、全模式的联合执法。
8月26日晚，国务院大督查第一督查组组长、工信部副部长辛国斌带领督查组员督查北京南站交通接驳情况，发现北京南站的出租车等候区域的候车环境有了明显改善，同时地铁车站取消重复安检。然而督查组发现北京南站的黑车揽客问题依然存在。对此北京南站有关负责人表示，北京南站打车难的主要原因是车站出口通道少、出租车运力问题以及管理机制问题，同时计划将设在地下楼层的出租车调度站挪到地面。督查组组长辛国斌表示北京南站的交通整治虽有明显效果，但还需要继续完善。

### 商铺进货受阻
2019年7月21日，有网友在网上发布了一张麦当劳北京南站店内的通知。通知以强硬口气指责北京南站安检“不知道犯什么病了”，阻止站内商户进货，导致餐厅部分商品缺货。当晚北京南站通过微博发布声明道歉，表示督促商户和安检双方在不影响旅客通行的前提下相互配合，保证商户货物顺利进站，满足旅客商业服务需求，并称商户进货恢复正常。但这一道歉声明并未平息众怒，有网友翻出了上文提到的“老账”，斥责北京南站乱象丛生；也有网友表示安检依然千方百计刁难站内商户，导致商户仍然无法正常进货。